# Соукка (станция метро)
Соукка (фин. Soukka) или по-шведски Соко (швед. Sökö) — одна из пяти станций Хельсинкского метрополитена, открытая 3 декабря 2022 года. Располагается в одноимённом районе между станциями Каитаа до которой 1,6 км и Эспоонлахти до которой 1,3 км.